# Arado Ar 197
Arado Ar 197 byl německý celokovový palubní stíhací letoun řešený jako jednomístný jednomotorový dvouplošník s pevným záďovým podvozkem. Ar 197, vycházející koncepčně z letounu Arado Ar 68, se stal posledním v Německu zkonstruovaným stíhacím dvouplošníkem.

## Vývoj
Vývoj prvního německého palubního stíhacího letounu Ar 197 byl zahájen společností Arado v roce 1936. Měl se stát standardní výzbrojí letadlové lodi Graf Zeppelin.
Letové zkoušky ve Warnemünde zahájil první prototyp Ar 197 V1 (imatrikulace D-ITSE) začátkem roku 1937. Poháněn byl řadovým dvanáctiválcovým kapalinou chlazeným motorem Daimler-Benz DB 600 A o výkonu 640 kW v letové hladině 4 000 m, který roztáčel třílistou stavitelnou vrtuli. Tento stroj neměl výzbroj ani přistávací hák a úchyty pro lodní katapult.
Druhý prototyp Ar 197 V2 (D-IVLE) měl instalovanou hvězdicovou devítiválcovou pohonnou jednotku BMW 132 J o vzletovém výkonu 600 kW. Důvodem byly potíže s dodávkami nových motorů DB 600. Ar 197 V2 již měl kompletní námořní vybavení.
Třetím prototypem se stal Ar 197 V3 se zabudovaným motorem BMW 132 Dc o vzletovém výkonu 647 kW. Letoun byl vyzbrojen dvojicí kanónů MG FF ráže 20 mm v horním křídle, pod spodním byly závěsníky pro čtyři pumy SC 50. K námořnímu vybavení přibyl závěsník pod trupem pro přídavnou palivovou nádrž.
Koncem roku 1937, během testovacích letů prototypů, nařídilo RLM firmě Arado přerušení dalších vývojových prací na Ar 197. První německá letadlová loď měla být dohotovena až za dva roky a vývoj palubního stíhacího dvouplošníku se tak jevil jako neperspektivní.

## Specifikace

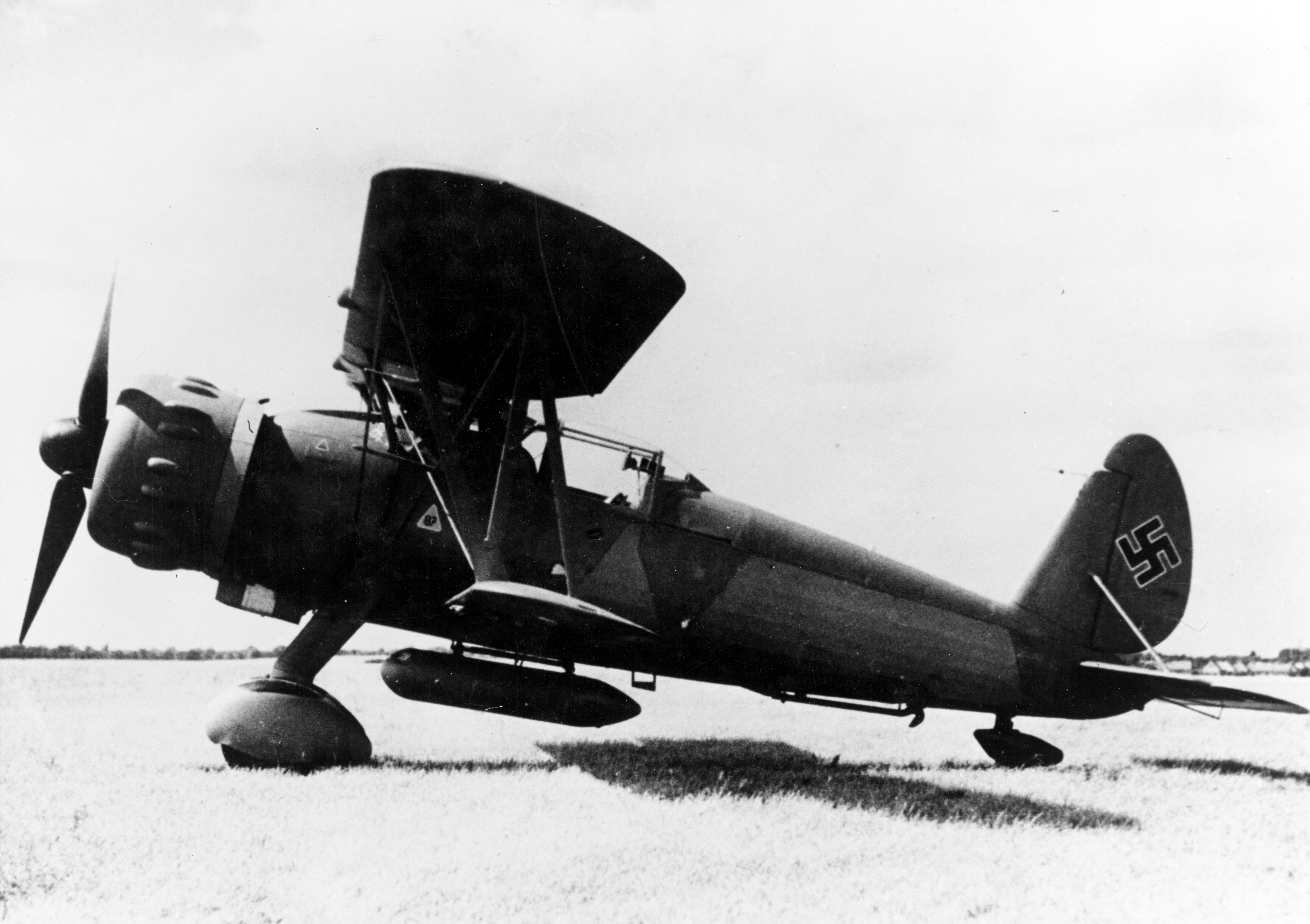
Arado Ar 197 V3, 1937

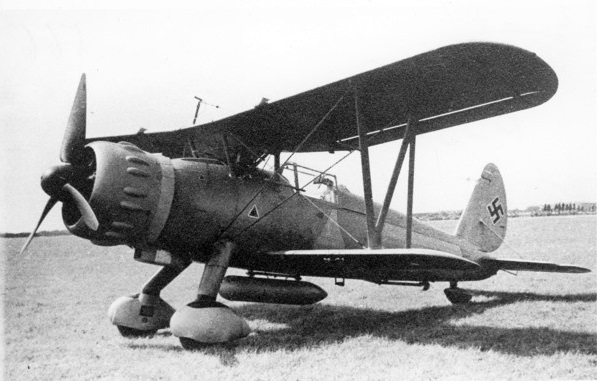
Ar 197

Údaje platí pro Ar 197 V3

### Technické údaje
- Osádka:
- Rozpětí: 11,0 m
- Délka: 9,2 m
- Výška: 3,6 m
- Hmotnost prázdného letounu: 1841 kg
- Vzletová hmotnost: 3212 kg
- Pohonná jednotka:
- Výkon pohonné jednotky:

### Výkony
- Maximální rychlost v hladině 2500 m: 400 km/h
- Cestovní rychlost v hladině 1500 m: 350 km/h
- Doba výstupu do 4000 m: 5,3 min
- Praktický dostup: 8600 m
- Dolet: 700 km
- Maximální dolet s přídavnou nádrží: 1640 km